# Oliver Jens Schmitt

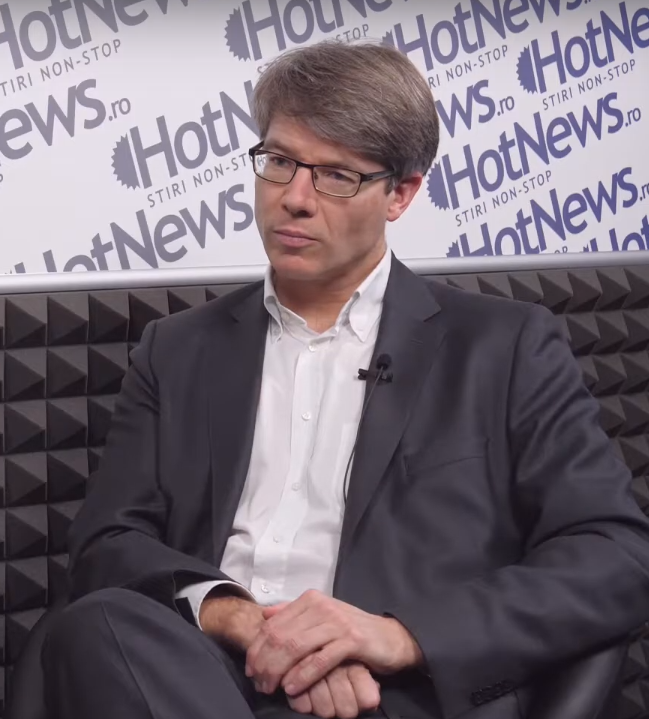
Oliver Jens Schmitt, 2017

Oliver Jens Schmitt (* 15. Februar 1973 in Basel) ist ein Schweizer Osteuropa-Historiker.

## Leben und Wirken
Oliver Jens Schmitt studierte 1993 bis 2000 Byzantinistik, Neogräzistik und Osteuropäische Geschichte in Basel, Wien, Berlin und München und legte seine Diplomprüfung 1997 in Wien ab. Er war im Studienjahr 1999/2000 Stipendiat des Deutschen Studienzentrums in Venedig und wurde 2000 an der Universität München zum Dr. phil. promoviert. Danach war Schmitt von 2000 bis 2001 Mitglied des Schweizer Instituts in Rom und von 2001 bis 2003 (wie bereits 1999) Stipendiat des Schweizerischen Nationalfonds. Er wirkte von 2001 bis 2004 als Lehrbeauftragter am Institut für Geschichte Ost- und Südosteuropas der Universität München und habilitierte sich 2003 für das Fach Ost- und Südosteuropäische Geschichte an der Universität Regensburg. Danach hatte er von 2004 bis 2005 eine Förderungsprofessur des Schweizerischen Nationalfonds am Historischen Institut der Universität Bern inne.
2005 wurde Schmitt Professor für Geschichte Südosteuropas an der Universität Wien. Daneben war er ab 2009 Sprecher der universitären Forschungsplattform Wiener Osteuropaforum sowie korrespondierendes Mitglied der philosophisch-historischen Klasse der Österreichischen Akademie der Wissenschaften und hatte 2010 eine Gastprofessor am Collège de France. Von 2010 bis 2014 war er Vorstand des Instituts für osteuropäische Geschichte. Seit 2011 ist er wirkliches Mitglied der philosophisch-historischen Klasse der Österreichischen Akademie der Wissenschaften. 2013 wurde er des Weiteren Auswärtiges Mitglied der Akademie der Wissenschaften und Künste von Kosova und 2014 Socio straniero des Istituto Veneto di Scienze, Lettere ed Arti. Im April 2017 wurde er für die Funktionsperiode 1. Juli 2017 bis 30. Juni 2022 zum Präsidenten der philosophisch-historischen Klasse der Österreichischen Akademie der Wissenschaften gewählt.
Seine Forschungsschwerpunkte liegen in den Bereichen Faschismus in Osteuropa im Rahmen der vergleichenden Faschismusforschung mit einem Schwerpunkt auf Rumänien, ostmediterrane Stadtgesellschaften im langen 19. Jahrhundert, Gesellschaft und Politik im spätosmanischen Reich, soziokulturelle Entwicklungen im albanischen Balkan (19.–21. Jahrhundert), Gesellschaftsgeschichte des venezianischen Überseereichs sowie die spätmittelalterliche Geschichte des Balkans. Seine umfassende Skanderbeg-Biographie ist in Albanien auf heftige Kritik gestoßen. Schmitt leitet die Edition der k. u. k. Konsulatsberichte aus dem Vilâyet Kosova.

## Veröffentlichungen (Auswahl)
- Das venezianische Albanien 1392–1479. München 2001 (= Südosteuropäische Arbeiten, 110).
- Levantiner – Lebenswelten und Identitäten einer ethnokonfessionellen Gemeinschaft im osmanischen Reich im „langen 19. Jahrhundert“. München 2005 (= Südosteuropäische Arbeiten, 122).
- Kosovo. Kurze Geschichte einer zentralbalkanischen Landschaft. Wien 2008.
- Skanderbeg – der neue Alexander auf dem Balkan. Regensburg 2009.
- Korčula sous la domination de Venise au 15e siècle. Paris 2011 (= Les conférences du Collège de France).
- Die Albaner – eine Geschichte zwischen Orient und Okzident. München 2012.
- Südosteuropa und die Adria im späten Mittelalter. Hrsg. von Victor Spinei. Bukarest/Brăila 2012.
- Capitan Codreanu. Aufstieg und Fall des rumänischen Faschistenführers. Wien 2016, ISBN 978-3-552-05803-3.
- Der Balkan im 20. Jahrhundert. Eine postimperiale Geschichte. Stuttgart 2019, ISBN 978-3-17-031860-1 (rumänische Übersetzung: Balcanii în secolul XX. O istorie postimperială. Traducere de Irina Manea și Andrei Pogăciaș, Bukarest 2021, ISBN 978-973-50-7079-3. Ediția II-a, Bukarest 2022, ISBN 978-973-50-7579-8).